# Biel/Bienne

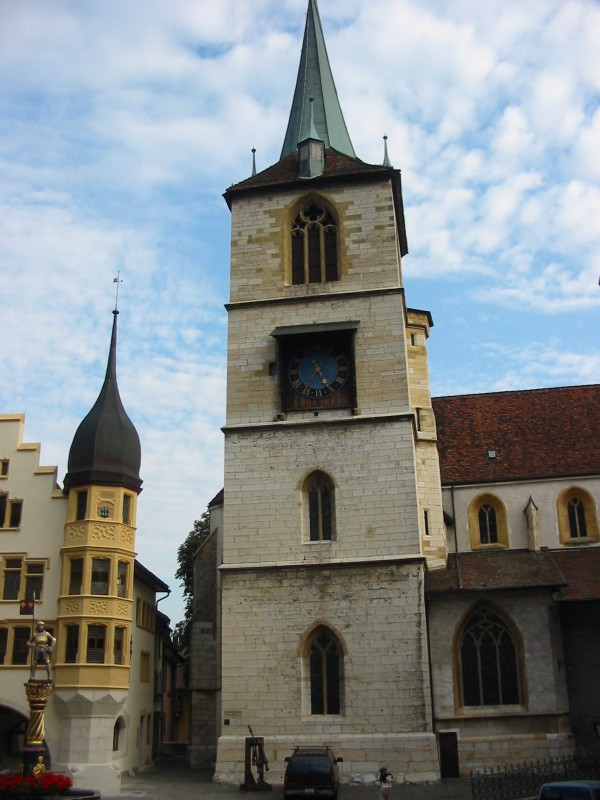
Piața centrală din Biel/Bienne

Biel/Bienne (în germană Biel, în franceză Bienne) este un oraș din regiunea Seeland, cantonul Berna, în Elveția. Este situat la granița lingvistică între limba germană și limba franceză, motiv pentru care este bilingv. Biel este numele german al orașului, Bienne este numele francez. Orașul este adesea menționat cu amândouă numele.
Orașul este situat pe malurile nord-estice ale lacului Biel (Bielersee). Orașul Berna este situat la sud-est de Biel/Bienne. Orașul originează în colonizarea celtică a regiuni. La acea vreme a fost denumit Belenus. Romanii au ocupat mai târziu zona. Orașul în sine a fost construit în secolul XI.
Biel/Bienne s-a aflat sub jurisdicția episcopului de Basel pentru sute de ani. În 1279 orașul a intrat într-o alianță cu Berna, care a devenit permanentă în 1352. În 1798 Biel/Bienne a fost invadat de trupele franceze. După prăbușirea regimului lui Napoleon, orașul a devenit parte din cantonul Berna în 1815.
Aproape două treimi din populație vorbește germana și în jur de o treime franceza. Orașul este oficial bilingv, un atribuit împărțit doar cu un număr mic de sate. În ultimii ani, orașul și-a folosit bilingvismul ca avantaj economic. Multe linii telefonice elvețiene sunt situate în Biel, pentru a profita de uzul celor două limbi. Totuși, cele două industrii principale din oraș sunt fabricarea de ceasuri și de mașini.
În centrul orașului Biel/Bienne se află o biserică gotică care datează din 1451. Primăria a fost construită în 1534. Populația este estimată la 51.900 de locuitori.

## Personalități născute aici
- Marcel Fischer (n. 1978), scrimer;
- Nemo Mettler (cunoscut ca Nemo, n. 1999), rapper.